# 小白河
小白河，位于中华人民共和国河北省中部，是大清河水系南部地区骨干排沥河道。小白河经过多次修治，现已分为不相连的上下两段。小白河上段有西支、中支和东支三个源流，西支为主源，起自深泽县赵八镇，蜿蜒向东北流经深泽县北部、安国市南部、安平县北部、博野县南部、蠡县东南部、肃宁县西部、高阳县南部和任丘市西部等地区，于任丘市青塔乡后赵各庄村以西汇入任文干渠。小白河下段起自雄县七间房乡白洋淀梁沟洼，向东流至任丘市北辛庄镇领军村转北流，在雄县鄚州镇转东流，经文安县中部，于文安县苏桥镇里东庄村以南汇入排干二渠。小白河全长172.46千米，汇流面积1705平方千米，流域位于白洋淀千里堤以南，滹沱河以北的平原地区。由于流域内地形平坦，排水不畅，沥涝、盐碱灾害十分严重。